# Sœurs du Bon Secours de Notre-Dame Auxiliatrice
Pour les articles homonymes, voir Bon Secours.
Ne doit pas être confondu avec Sœurs de Notre Dame de Bon Secours de Troyes, Sœurs de Notre Dame du Bon Secours de Lyon, Filles de Marie Auxiliatrice ou Sœurs de Marie Auxiliatrice.
Les Sœurs du Bon Secours de Notre-Dame Auxiliatrice souvent appelée Sœurs du Bon Secours forment une congrégation religieuse féminine enseignante et hospitalière de droit pontifical. Elle est la première congrégation de sœurs gardes-malades établie en France.

## Histoire
En 1821, Madame de Montale, réunit des jeunes filles rue du Bac dans le faubourg Saint-Germain, dans le but de créer une congrégation 
de garde-malades. À l'époque, il n'existe pas d'institut religieux dédié à cette œuvre. Il existe des congrégations qui soignent dans les hôpitaux, qui visitent les malades à domicile mais aucune pour les veiller nuit et jour. Cette tentative de fondation échoue ; mais plusieurs jeunes filles désirent continuer à servir en tant que garde-malades. L'archevêque de Paris accueille favorablement le projetmais en attendant de prendre une décision définitive, il les confie au curé de Saint-Sulpice ainsi qu'à Charlotte Hélène de Saisseval, supérieure générale des Filles du Cœur de Marie.
La congrégation est officiellement fondée le 24 janvier 1824 par Hyacinthe-Louis de Quélen dans la chapelle de la Vierge de l'église Saint-Sulpice de Paris où douze jeunes filles jeunes prennent l'habit religieux ; Joséphine Potel est élue première supérieure de la congrégation, sous le nom de sœur Marie-Joseph et la congrégation est nommé de Bon Secours sous le patronage de Notre-Dame Auxiliatrice.
L'archevêque écrit également des statuts pour permettre à la congrégation d'obtenir la reconnaissance légale par le gouvernement. Il nomme comme supérieur de la communauté l'abbé Desjardins, vicaire de Saint-Sulpice, qui rédige des constitutions religieuses avec l'aide du Père jésuite Debrosse. Les statuts sont approuvés par ordonnance royale du 3 janvier 1827et la congrégation est reconnue le 17 janvier suivant, devenant la première communauté de sœurs gardes-malades établie en France. Les statuts sont ensuite adoptés par presque toutes les congrégations fondées après 1825 qui ne peuvent se faire reconnaître qu'en prenant des statuts d'une congrégation autorisée. Même les Sœurs de la Miséricorde de Sées fondées un an avant le Bon Secours les adoptent.
L'institut reçoit le décret de louange le 1er juillet 1864et les constitutions sont provisoirement approuvées le 9 mars 1877. Les sœurs connaissent un développement rapide en France et sont bientôt en mesure d'ouvrir des succursales en Angleterre et en Irlande. En 1881, elles fondent également des maisons à Baltimore à l'invitation de James Gibbons, archevêque de Baltimore. Le Saint-Siège donne son approbation définitive en 1933.

## Activité et diffusion
Les Sœurs se consacrent aux soins des malades à l'hôpital et à domicile, et à l'enseignement.
Elles sont présentes en: 
- Europe : France, Irlande, Angleterre.
- Amérique : États-Unis, Pérou.

En 2017, la congrégation comptait 210 religieuses dans 60 maisons.

## Mother and Baby Home
Dans un ancien couvent irlandais à Tuam, à la suite des études de l'historienne Catherine Corless, de nombreux corps de nourrissons sont découverts dans une fosse septique . Il s'agit d'enfants nés hors mariage entre 1925 et 1961, période d'ouverture du couvent aux mères célibataires. Les jeunes filles venaient y accoucher discrètement. Les registres de décès mentionnent près de 800 enfants morts dont on ne retrouve pas de sépulture.
Les conditions sanitaires très précaires en Irlande ont pu contribuer à la mortalité élevée parmi ces nouveau-nés, peut-être aussi laissés à l'abandon, exposés aux maladies et privés de soin. Une enquête de police ainsi qu'une commission d'enquête gouvernementale sont instituées en 2014. L'enquête conclut que 9 000 enfants sont morts entre 1922 et 1998 dans les « maisons pour mères et bébés » irlandaises.